# Shishi (Quanzhou)

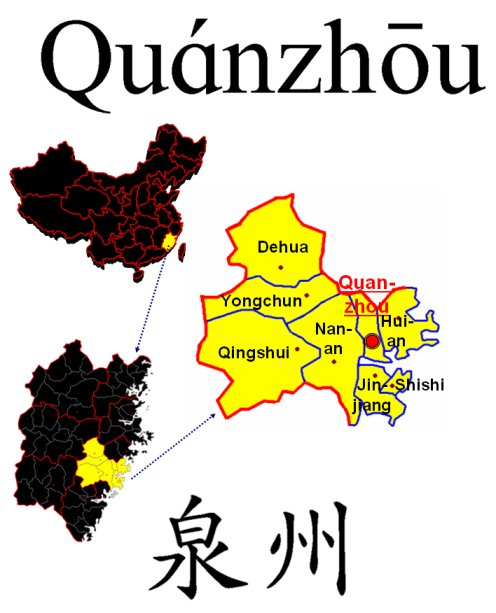
Kreisebene der Stadt Quanzhou

Die Stadt Shishi (chinesisch 石狮市, Pinyin Shíshī shì) ist eine kreisfreie Stadt der bezirksfreien Stadt Quanzhou in der südostchinesischen Provinz Fujian. Sie hat eine Fläche von 177,3 km² und zählt 685.930 Einwohner (Stand: 2020). 

## Administrative Gliederung
Auf Gemeindeebene setzt sich die kreisfreie Stadt aus zwei Straßenvierteln und sieben Großgemeinden zusammen. Diese sind: 
- Straßenviertel Hubin 湖滨街道
- Straßenviertel Fengli 凤里街道

- Großgemeinde Lingxiu 灵秀镇
- Großgemeinde Baogai 宝盖镇
- Großgemeinde Hanjiang 蚶江镇
- Großgemeinde Xiangzhi 祥芝镇
- Großgemeinde Hongshan 鸿山镇
- Großgemeinde Jinshang 锦尚镇
- Großgemeinde Yongning 永宁镇

## Persönlichkeiten
- Ng Hong Chiok (* 1949), Schriftsteller, Übersetzer und Hochschullehrer